# Desastre del barco de migrantes en Mesenia
El desastre del barco de migrantes en Mesenia, fue un hundimiento, acontecido a las primeras horas del 14 de junio del 2023, cuando un barco pesquero que transportaba migrantes y refugiados de contrabando y que se estima transportaba entre 400 y 750 personas se hundió en el Mar Jónico frente a la costa de Pilos, en Mesenia. El esfuerzo de búsqueda y rescate de las autoridades griegas rescató a 104 sobrevivientes y recuperó 82 cuerpos, con cientos más desaparecidos, por el cual mayoría de los sobrevivientes, incluidos egipcios, sirios, paquistaníes, afganos y palestinos, eran hombres, y afirmaron que los contrabandistas mantuvieron encerradas a las mujeres y los niños en la bodega.

## Antecedentes
La ruta marítima del norte de África a Italia para los migrantes y refugiados que buscan llegar a Europa ha sido declarada la más mortífera del mundo por la Organización Internacional para las Migraciones, que ha registrado 21.000 muertes desde 2014. Los traficantes de personas amontonan a los migrantes en embarcaciones no aptas para navegar, a menudo en bodegas cerradas para viajes de un día. Se dirigen a Italia, al otro lado del mar desde Libia, ya que está más cerca de Europa occidental que de Grecia.
Desde el levantamiento de la Primavera Árabe respaldado por la OTAN en Libia en el 2011 y la subsiguiente primera guerra civil libia, Libia ha sido uno de los principales puntos de parada para las operaciones de contrabando de personas a Europa. Desde entonces, la crisis en curso de Libia, junto con la inestabilidad en los países vecinos, ha permitido que se desarrolle una bulliciosa industria del tráfico de personas que canaliza a inmigrantes y refugiados a través del Mediterráneo hacia Europa.
Estas rutas de contrabando marítimo hacia Europa han visto un número creciente de accidentes fatales. De las 3800 personas que murieron en 2022 mientras atravesaban las rutas de migrantes y refugiados de Oriente Medio y África del Norte, 3789 de ellas murieron en rutas marítimas dentro y alrededor de la región.
El 26 de febrero de 2023, al menos 94 personas murieron cuando un bote de madera de Turquía se hundió frente a Cutro, en el sur de Italia, en el incidente de botes en el Mediterráneo más mortífero de 2023 hasta ese momento. En mayo del 2023, el gobierno griego fue condenado internacionalmente tras la publicación de un vídeo que supuestamente representaba la expulsión forzosa de migrantes abandonados en el mar.

## Incidente

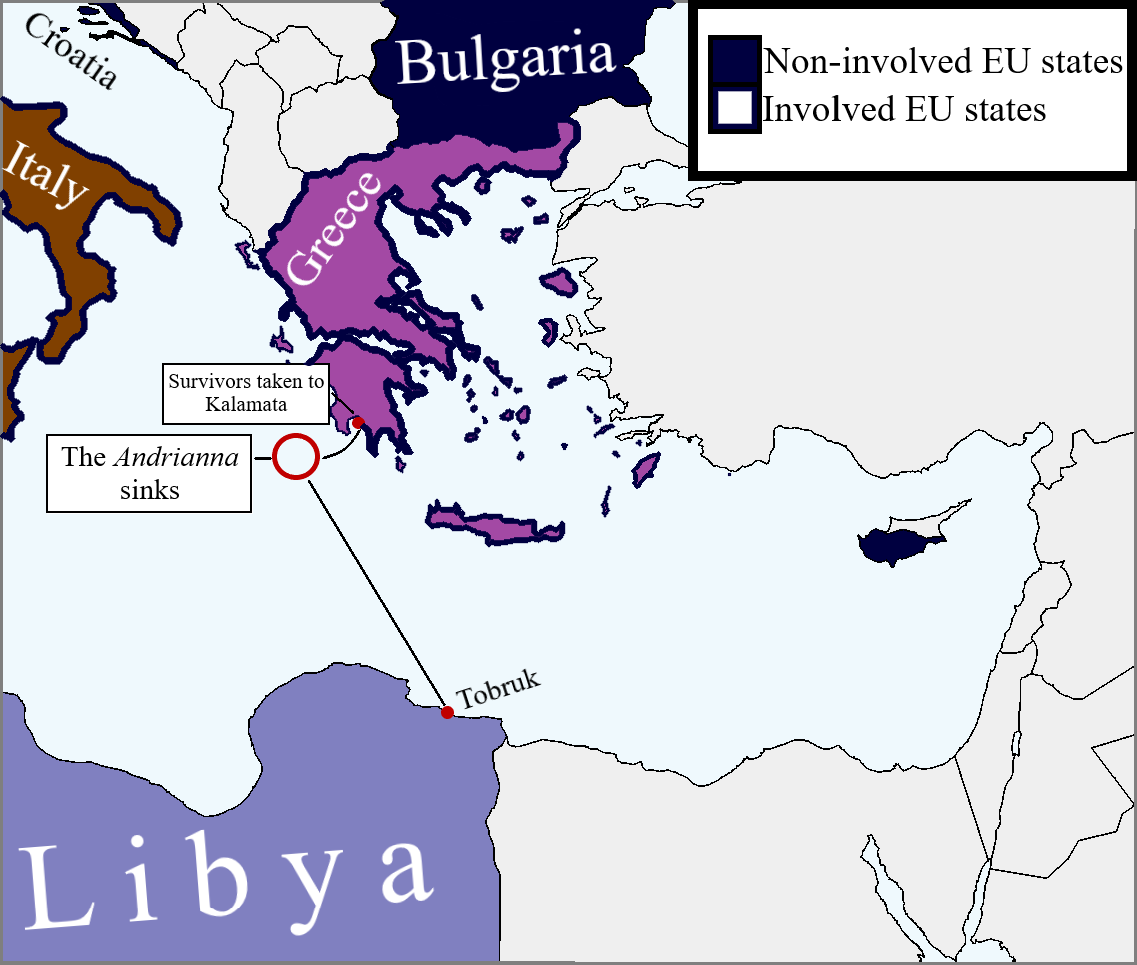
Ruta tomada por el Andrianna, por el que fueron rescatados los sobrevivientes.

El barco, llamado Andrianna, había partido de Tobruk, una ciudad en Cirenaica, Libia, justo al sur de la isla de Creta en el Egeo en Grecia el 10 de junio de 2023. El barco albergaba una cantidad excesiva de personas, muy por encima de su capacidad; según Alarm Phone, una organización benéfica europea de apoyo al rescate que afirmó haber recibido una llamada de socorro del barco, hasta 750 personas estaban a bordo (aunque no estaba claro si era el mismo barco que se hundió), mientras que la Organización Internacional para las Migraciones (OIM) estimó que eran alrededor de 400. Ioannis Zafiropoulos, teniente de alcalde de la ciudad portuaria griega de Kalamata, declaró que había más de 500. El barco era un barco de pesca y tenía alrededor de 20 a 30 metros (66 a 98 pies) de largo. El Andrianna viajaba con destino a Italia.
El 13 de junio, la guardia costera italiana alertó a las autoridades griegas y a la Agencia Europea de la Guardia de Fronteras de la Unión Europea, Frontex, de un buque en peligro que se aproximaba. Los italianos en particular informaron a los griegos de los peculiares movimientos del barco. La guardia costera griega afirmó que, posteriormente, aviones de Frontex y dos buques mercantes detectaron que el buque se acercaba al norte a gran velocidad, lo que provocó el envío de más aviones y buques. Se hicieron ofertas de ayuda al barco, pero fueron denegadas según la guardia costera griega.
Por la tarde, uno de los barcos mercantes se acercó al Andrianna y le ofreció ayuda, pero los pasajeros la rechazaron. Otro barco mercante más tarde hizo lo mismo y recibió la misma respuesta. Una patrulla de la guardia costera griega se acercó a la cubierta del barco por la noche, donde confirmaron la presencia de un gran número de migrantes. Los inmigrantes volvieron a rechazar cualquier ayuda, afirmando que deseaban continuar a Italia. En los tres casos, los inmigrantes afirmaron que querían comida y agua, que les proporcionó el barco patrullero griego y un barco mercante de bandera maltesa. La patrulla griega acompañó más tarde al buque.
Alrededor de la 1:40 a. m. (EEST) del 14 de junio, la guardia costera griega se enteró de que el motor del Andrianna se había averiado.  Después de recibir una petición de ayuda, los oficiales de la guardia costera se acercaron al barco. Afirmaron que luego “vieron que la embarcación giraba a la derecha, luego a la izquierda y luego a la derecha, tan grande que hizo que la embarcación zozobrara”. Alrededor de 10 a 15 minutos después, el Andrianna se hundió, enviando a sus pasajeros a las olas del Jónico. El barco se hundió a unas 50 millas (80 km) de la costa de Pilos, Mesenia, en el Peloponeso, en un área de alrededor de 13.000 a 17.000 pies (4.000 a 5.200 m) de profundidad. La guardia costera griega informó que nadie a bordo llevaba chalecos salvavidas.

## Operativo de rescate
Inmediatamente después del hundimiento, la guardia costera griega y el ejército griego iniciaron una operación masiva de búsqueda y rescate. La operación se complicó por los fuertes vientos en la zona. Los sobrevivientes fueron trasladados a Kalamata. Después de recuperar a 104 sobrevivientes, las autoridades griegas declararon que no esperaban encontrar más, dejando a cientos aún desaparecidos.
Se ha confirmado la muerte de al menos 82 pasajeros del Andrianna, lo que lo convierte en el naufragio más mortífero de 2023 en Grecia. Los sobrevivientes, la mayoría de los cuales son hombres, informaron que los traficantes mantuvieron a las mujeres y los niños encerrados en la bodega. Según los relatos de los sobrevivientes, se cree que hasta 100 niños estaban retenidos en el momento del hundimiento.
Para la noche del 16 de junio, las autoridades griegas habían arrestado a nueve sospechosos que se creía que eran los responsables de la operación de contrabando de personas. Los hombres, todos de ascendencia egipcia, deben comparecer ante un magistrado local, y es probable que el fiscal presente cargos que incluyen asesinato en masa.

## Repercusiones

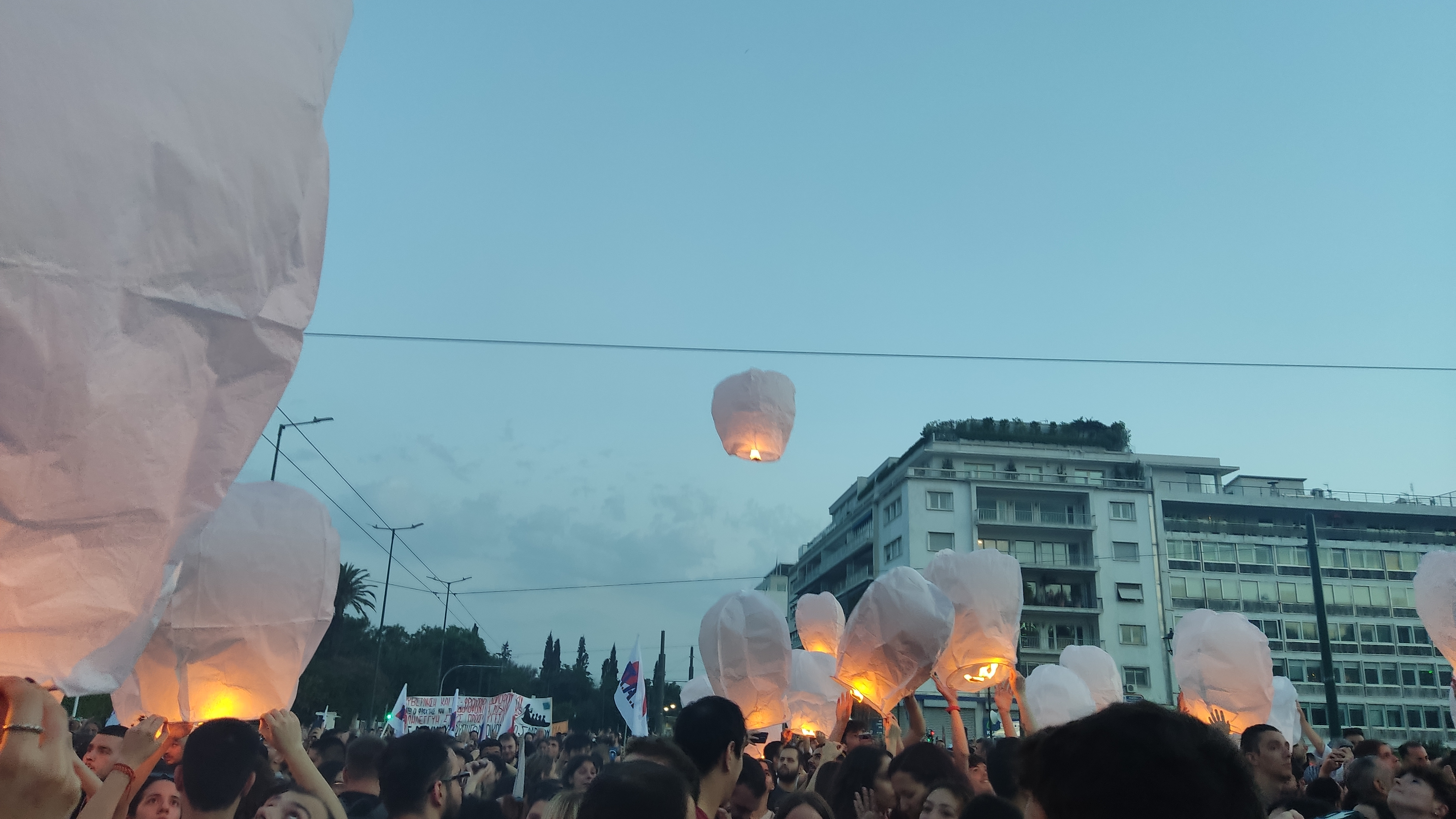
Faroles encendidos en memoria de las víctimas durante la protesta en Atenas

Posteriormente, la guardia costera griega publicó imágenes aéreas que mostraban las cubiertas superior e inferior sobrecargadas del barco horas antes de que se hundiera. Un portavoz de la Guardia Costera afirmó que el barco había rechazado la asistencia porque su destino era Italia.
Alarm Phone, una red de apoyo para operaciones de rescate, fue contactada por personas a bordo el martes por la noche diciendo que el capitán había abandonado el barco. Las autoridades griegas informaron que el motor del barco se detuvo y el barco se volvió inestable antes de volcarse alrededor de las 2 de la madrugada del miércoles.
La administración interina en Atenas anunció tres días de luto nacional, y la presidenta griega, Katerina Sakellaropoulou, visitó a algunos de los sobrevivientes y les transmitió sus condolencias. El líder de la oposición, Alexis Tsipras, dijo que visitó el puerto de Kalamata y habló con sobrevivientes que dijeron que habían "pedido ayuda". Preguntó: "¿Qué tipo de protocolo no llama al rescate... de un barco sobrecargado a punto de hundirse?" Tsipras dijo que la política migratoria europea "convierte el Mediterráneo, nuestros mares, en tumbas acuáticas".
Bajo el gobierno conservador anterior, las autoridades griegas adoptaron una postura dura sobre la migración, aumentaron los controles fronterizos y, a menudo, rechazaron barcos cargados de inmigrantes y refugiados.
Muchas organizaciones, sindicatos y partidos de izquierda, incluido el Partido Comunista de Grecia y colectivos antirracistas, convocaron protestas el 15 de junio en solidaridad con los refugiados y contra las devoluciones y las vallas fronterizas destinadas a controlar la migración. Esa noche, miles de manifestantes se reunieron en Atenas y Salónica para manifestarse contra las políticas migratorias de la UE. Algunos manifestantes en Atenas arrojaron cócteles molotov a la policía y recibieron gases lacrimógenos.  Los manifestantes en Kalamata se manifestaron cerca de las instalaciones para migrantes, con una pancarta que decía: "¡Lágrimas de cocodrilo! No al pacto de la UE sobre migración".